# 타갈로그어 위키백과

타갈로그어 위키백과(Wikipediang Tagalog)는 타갈로그어로 구성된 위키백과이다.
2003년 12월에 정식으로 개설되었으며, 총 문서는 2007년 10월 20일을 기준으로 10,000개의 문서가 생성되었다. 기호는 tl이다.